# This Mortal Coil
A This Mortal Coil brit dream pop/gothic rock együttes volt. 1983-tól 1991-ig működtek. A zenekart a 4AD alapítója, Ivo Watts-Russell alapította. Fő tagjai Watts-Russell és John Fryer voltak, de többen is megfordultak az együttesben, főleg olyan zenekarok tagjai, mint a Cocteau Twins, a Pixies és a Dead Can Dance. Pályafutásuk alatt három nagylemezt jelentettek meg. Nevüket a Spirit együttes egyik dalának szövegéből kapták.

## Diszkográfia
- It'll End in Tears (1984)
- Filigree & Shadow (1986)
- Blood (1991)

### Válogatáslemezek
- Dust & Guitars (2012)

### Díszdobozos kiadványok
- 1983–1991 (1993)
- This Mortal Coil (2011)[6]

### Kislemezek, EP-k
- "Sixteen Days/Gathering Dust" EP (1983)
- "Kangaroo"/"It'll End in Tears" EP (1984)
- "Come Here My Love"/"Drugs" (1986)[6]